# Liste der Schweizer Spieler in der HBL
Die Liste der Schweizer Spieler in der HBL enthält alle Handballspieler mit Schweizer Staatsangehörigkeit, die mindestens ein Spiel in der regulären Saison der deutschen Handball-Bundesliga absolviert haben.
Stand: 5. Juni 2025

## Auflistung
| Name                  | Position             | Geburtsdatum       | HBL-Teams                                                                                 | aktuelles Team        |
| --------------------- | -------------------- | ------------------ | ----------------------------------------------------------------------------------------- | --------------------- |
| Konrad Affolter       | Kreisläufer          | 17. Mai 1954       | TuS Hofweier (1982–1984)                                                                  | Karriereende          |
| Gian Attenhofer       | Flügel rechts        | 26. April 2002     | ThSV Eisenach (seit 2024)                                                                 | ThSV Eisenach         |
| Marc Baumgartner      | Rückraum links       | 4. März 1971       | TBV Lemgo (1994–1998 & 2000–2005)                                                         | Karriereende          |
| Maximilian Gerbl      | Flügel rechts        | 25. Juni 1995      | TSV Hannover-Burgdorf (2022–2/2025)                                                       | RTV 1879 Basel        |
| David Graubner        | Rückraum links       | 29. Mai 1984       | TV Großwallstadt (2012–2013)                                                              | Karriereende          |
| Peter Hürlimann       | Torhüter             | 22. Oktober 1958   | SG Wallau/Massenheim (1996–1997)                                                          | Karriereende          |
| Lukas Laube           | Kreisläufer          | 22. April 2000     | TVB Stuttgart (seit 2023)                                                                 | TVB Stuttgart         |
| Marvin Lier           | Flügel links         | 8. September 1992  | SG Flensburg-Handewitt (10/2019–2020)                                                     | Kadetten Schaffhausen |
| Carlos Lima Fuentes   | Flügel links         | 21. Februar 1970   | TBV Lemgo (2002–2004)                                                                     | Karriereende          |
| Manuel Liniger        | Flügel links         | 10. September 1981 | Wilhelmshavener HV (2005–2007) TBV Lemgo (2010–2012) HBW Balingen-Weilstetten (2012–2014) | Karriereende          |
| Lucas Meister         | Kreisläufer          | 16. August 1996    | GWD Minden (2019–2022) SC Magdeburg (2022–2024)                                           | Kadetten Schaffhausen |
| Alen Milosevic        | Kreisläufer          | 24. Dezember 1989  | SC DHfK Leipzig (2013–2022)                                                               | Karriereende          |
| Nikola Portner        | Torhüter             | 19. November 1993  | SC Magdeburg (seit 2022)                                                                  | SC Magdeburg          |
| Timothy Reichmuth     | Flügel links         | 9. November 1998   | ThSV Eisenach (seit 2023)                                                                 | ThSV Eisenach         |
| Samuel Röthlisberger  | Kreisläufer          | 15. August 1996    | TVB Stuttgart (seit 2017)                                                                 | TVB Stuttgart         |
| Lenny Rubin           | Rückraum links       | 1. Februar 1996    | HSG Wetzlar (2019–2024) TVB 1898 Stuttgart (seit 2024)                                    | TVB 1898 Stuttgart    |
| Martin Rubin          | Rückraum rechts      | 4. August 1964     | TSV Bayer Dormagen (1995–1998)                                                            | Karriereende          |
| Jonas Schelker        | Rückraum Mitte       | 9. April 1999      | HSG Wetzlar (2022–2023)                                                                   | HC Kriens-Luzern      |
| Andy Schmid           | Rückraum Mitte       | 30. August 1983    | Rhein Neckar Löwen (2010–2022)                                                            | Karriereende          |
| Roman Sidorowicz      | Rückraum Mitte/links | 8. August 1991     | MT Melsungen (2018–2020)                                                                  | Karriereende          |
| Iwan Ursic            | Kreisläufer          | 6. Dezember 1976   | HSG Nordhorn-Lingen (2004–2006) HSV Hamburg (2006–2008)                                   | Karriereende          |
| Lukas von Deschwanden | Rückraum Mitte       | 5. Juni 1989       | TVB Stuttgart (2018–2019)                                                                 | Wacker Thun           |
| Manuel Zehnder        | Rückraum Mitte       | 25. Oktober 1995   | HC Erlangen (2022–2023) ThSV Eisenach (2023–2024) SC Magdeburg (seit 2024)                | SC Magdeburg          |
| Samuel Zehnder        | Flügel links         | 29. Februar 2000   | TBV Lemgo (seit 2022)                                                                     | TBV Lemgo             |